# Gerald Cohen
Gerald Allan "Jerry" Cohen (14 de abril de 1941 – 5 de agosto de 2009) foi um filósofo político marxista que lecionou na University College London (1963 a 1984) e no All Souls College, da Universidade de Oxford (1985 em diante). É conhecido como iniciador do marxismo analítico e membro fundador do grupo de setembro, sendo para alguns o principal filósofo marxista do mundo anglófono. Sua obra de 1978, A teoria da história de Karl Marx: Uma defesa (Ed. Unicamp, 2013, tradução da edição ampliada de 2001, em inglês) defende uma interpretação do materialismo histórico de Karl Marx por vezes referida por seus críticos como determinismo tecnológico.
G. A. Cohen estudou na Universidade McGill (B.A. em filosofia e ciência política), no Canadá, e na Universidade de Oxford (B.Phil. em filosofia).